# North American F-82 Twin Mustang
North American F-82 Twin Mustang je bil ameriški spremljevalni lovec razvit na podlagi P-51 Mustanga - v bistva dva trupa od P-51 združena skupaj. F-82 je bil zadnji batnognani lovec Ameriških letalskih sil. Prvič je poletel 15. junija 1945, prepozno za uporabo v 2. svetovni vojni, se je pa uporabljal kasneje uporabljal v Korejski vojni.
F-82 je bil zasnovan kot spremljevalno lovsko letalo, dolet letala je bil okrog 3500 kilometrov. 

## Specifikacije (F-82G)
Podatki iz GlobalSecurity.org
Splošne karakteristike
- Posadka: 2
- Dolžina: 42 ft 9 in (12,93 m)
- Razpon kril: 51 ft 3 in (15,62 m)
- Višina: 13 ft 10 in (4,22 m)
- Površina kril: 408 ft² (37,90 m²)
- Teža praznega letala: 15997 lb (7271 kg)
- Maks. vzletna teža: 25591 lb (11632 kg)
- Pogon letala: 2 ×  tekočinsko hlajeni 12-valjni V-motor Allison V-1710-143/145, 1380 KM (vsak) pri vzletu (1029 kW vsak)  vsak

 Zmogljivost 
- Maks. hitrost: 482 mph (400 vozlov, 740 km/h) na višini 21000 ft (6400 m)
- Doseg: 2350 milj (1950 nmi, 3605 km)
- Višina leta: 38900 ft (11855 m)

Oborožitev

- Strelno orožje: 6 × .50 in (12.7 mm) M3 Browning strojnice[2]
- Rakete: 25 × 5 in (127 mm) rakete
- Bombe: 1800 kg